# Oncopodura delhezi
Oncopodura delhezi is een springstaartensoort uit de familie van de Oncopoduridae. De wetenschappelijke naam van de soort is voor het eerst geldig gepubliceerd in 1974 door Stomp.